# Christian Viviani
Pour les articles homonymes, voir Viviani.
Christian Viviani, né le 12 août 1948 à Tunis, est un essayiste, historien du cinéma et professeur des universités français.

## Biographie
Christian Viviani a été maître de conférences en cinéma à l'université Paris 1 Panthéon-Sorbonne, membre statutaire du CERHEC (Centre d'études et de recherches en histoire et esthétique du cinéma) et professeur émérite de cinéma à l'université de Caen-Normandie.
Membre du comité de rédaction de la revue Positif depuis 1972 et son « coordinateur de rédaction » depuis 1995, son domaine de prédilection est le cinéma américain.Il a introduit dans le champ des études cinématographiques les "études actorales", qui placent l'acteur au centre de l'analyse. Sa réflexion sur ce sujet a fait l'objet de l'ouvrage Le Magique et le vrai qui lui a valu le prix du meilleur livre de cinéma 2015. il avait déjà obtenu ce prix en collaboration avec N. T. Binh en 1992 pour Ernst Lubitsch.

## Publications (sélection)
- Les Séducteurs du cinéma américain, Henry Veyrier, 1984
- Hollywood : Les connexions françaises, Nouveau Monde éditions, 2007

### En collaboration
- Al Pacino : le dernier tragédien (avec Michel Cieutat), Scope Eds, 2009
- Lubitsch (avec N.T. Binh), Rivages, 1991
- Pacino-De Niro - Regards croisés (avec Michel Cieutat), Dreamland, 2001
- Coppola (avec Jean-Paul Chaillet), Rivages, 1987
- Audrey Hepburn (avec Michel Cieutat), Scope Éditions, 2009
- Les Grands Réalisateurs (avec Jean Antoine Gili, Charles Tesson et Daniel Sauvaget), Larousse, 2006
- L'Acteur de cinéma : approches plurielles (avec Vincent Amiel, Jacqueline Nacache et Geneviève Sellier), PU Rennes, 2007